# 跨區捷運公司

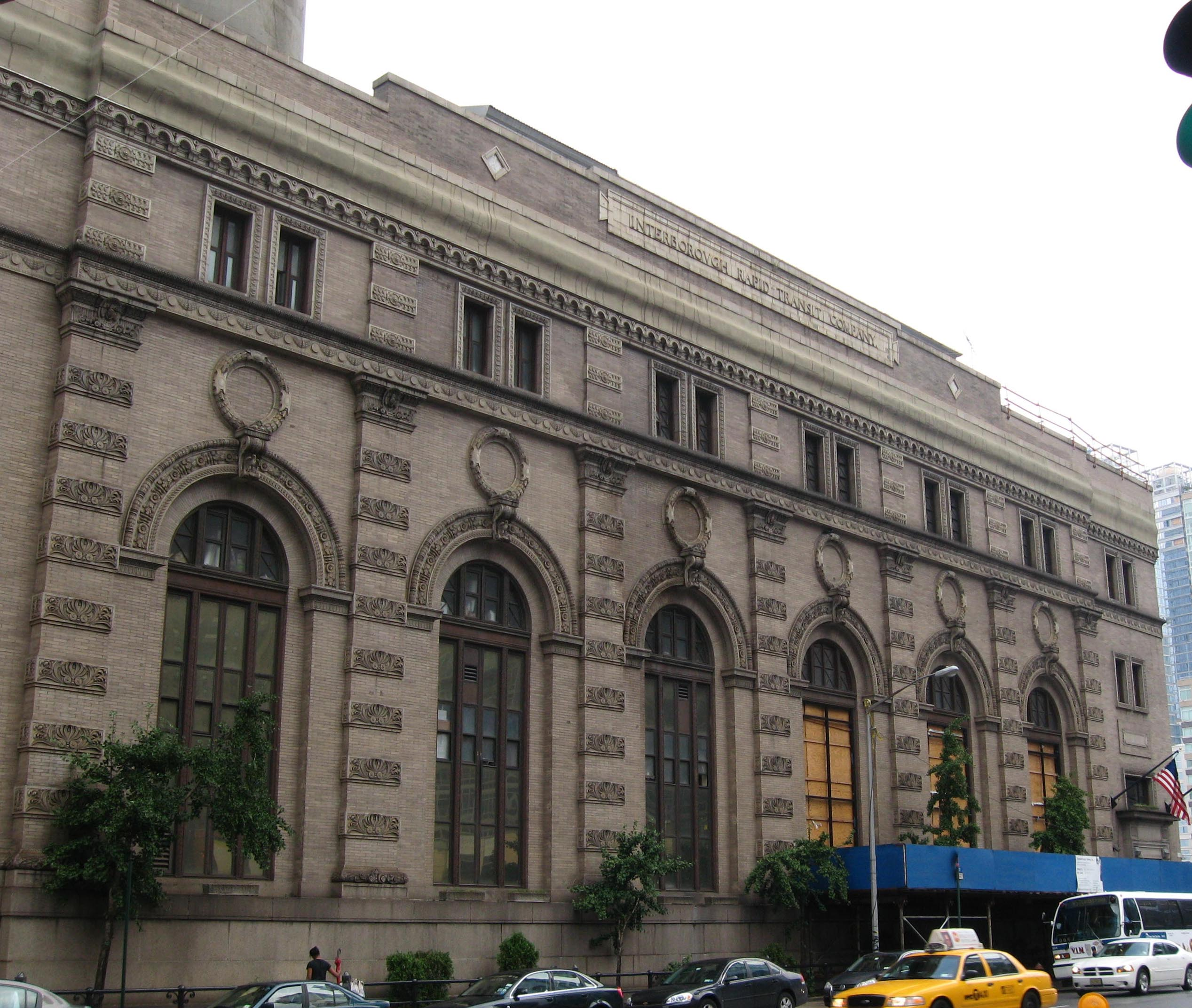
IRT 发电站

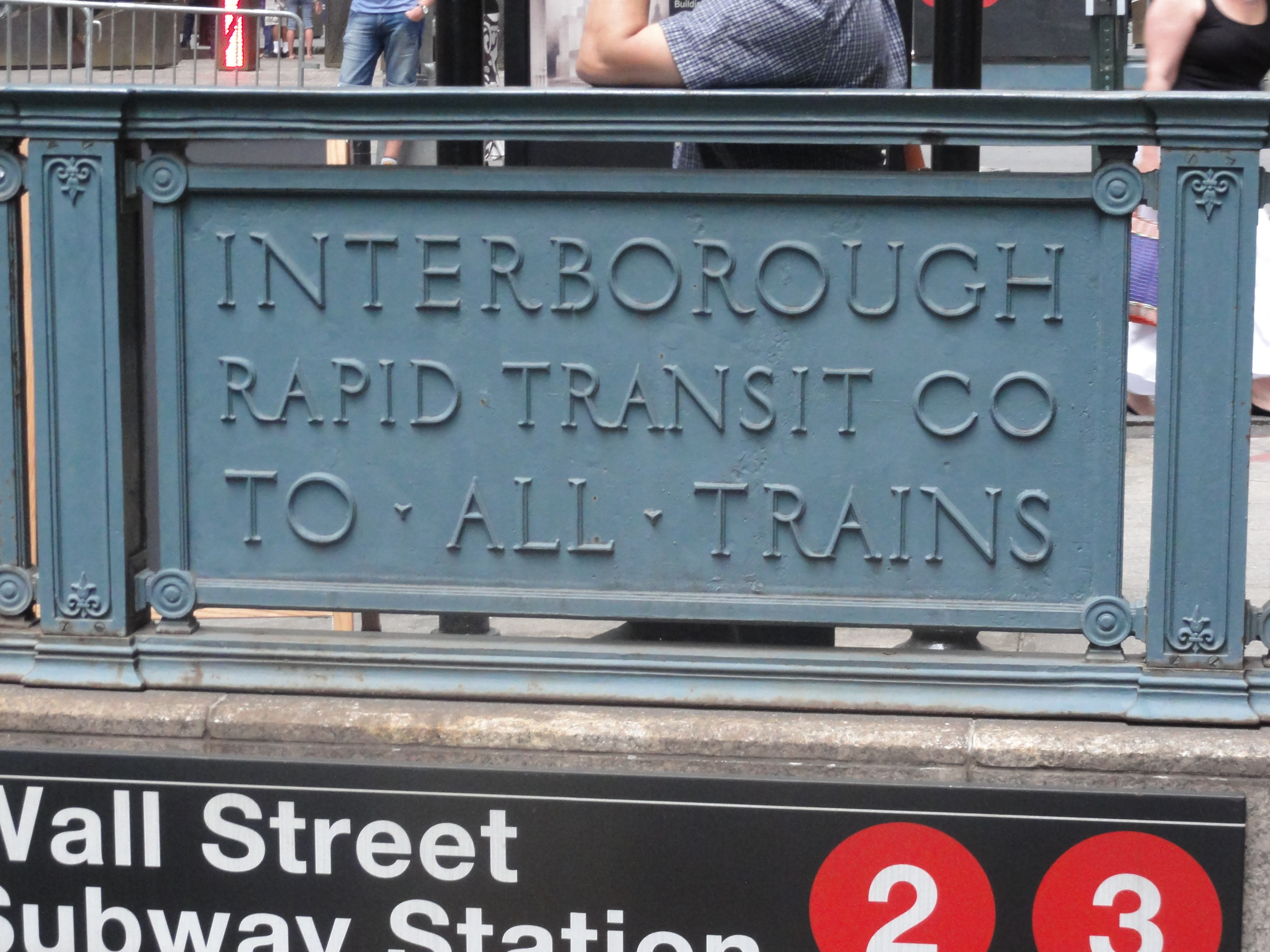
华尔街站的旧IRT标志。

跨区捷运公司（IRT）是纽约市最初于 1904 年开通的地下地铁线路以及纽约市早期高架铁路和其他地铁线路的私人运营公司。  1940 年 6 月，纽约市收购了 IRT，与BMT和IND公司，组成了现在的纽约市地铁系统。以前的 IRT 线路（当前地铁系统中数字编号的路线）是现在地铁的A 区或 IRT 区。

## 历史
在将近20年的关于地下铁路与高架铁路的辩论中，第一条 IRT 地铁于 1904 年 10 月 27 日开通，在市政厅和百老匯第 145 街之间运行。  
1900年，贝尔蒙特和约翰-B-麦克唐纳的快速交通建设公司得到了建造铁路线的许可。1902年5月6日，小奥古斯特-贝尔蒙特成立了IRT，其任务铁路线建成之后运营纽约市最初的地下快速交通系统。  :20–22当时，曼哈頓鐵路运营着曼哈顿的四条高架铁路，其中一条延伸至布朗克斯区。 1903 年 4 月 1 日，在其第一条地铁线开通前一年多，IRT 以租赁方式收购了曼哈顿铁路公司，从而垄断了曼哈顿的快速交通系统。 IRT 后来运营纽约的地铁以及高架铁路服务，但后来曼哈顿高架铁路的所有线路都已被拆除。
1913 年，由于城市的大规模扩张，IRT 与布鲁克林捷运(BRT) 签署了双重合同，以扩建地铁系统。 该协议还将地铁票价锁定在 5 美分，为期 49 年。  1929 年，IRT 试图将票价提高到 7 美分，但未成功。该案件还被提交给了美国最高法院。 
1940 年 6 月 12 日，IRT 的财产和业务被纽约市收购，IRT不再作为一家私人控股公司运作。 
如今，IRT 线路作为地铁的 A分部运营。其他的线路在曼哈顿的地下，除了在第 125 街和曼哈顿最北端穿过哈莱姆区的一小段路段。
在布朗克斯的许多线路主要是高架线，其中一些地铁和铁路的通行权是从已停业的纽约、威彻斯特和波士顿铁路获得的，成为了现在的IRT代里大道線。
布鲁克林的线路多为地下，只有一条高架延伸线通往新地段大道，另一条通过地下诺斯特兰大道线到达弗拉特布什大道。
法拉盛线是皇后区的唯一线路，除了靠近东河隧道和法拉盛主街终点站的一小段路段以及整个曼哈顿路段外，其余部分均为高架路段。在1942 年第二大道高架铁路的服务中断之后，法拉盛线与 IRT 的其余部分没有轨道连接。它通过皇后区广场站上层的 BMT 阿斯托利亚线连接到BMT和IRT系统的其余部分。

## 线路

### 最初的 IRT 系统 (1904-1909)[10]

#### 地铁分部
- 西分公司
  - 百老汇线（大西洋大道至第 242 街，在南码头站和市政厅设有中间终点站）
- 东分公司
  - 莱诺克斯大道线（大西洋大道至第 145 街，在南码头站和市政厅设有中间终点站）
  - 威彻斯特大道线（第 135 街至第 180 街）

#### 曼哈顿铁路分部
- 东分公司
  - 第二大道线（南码头至第 129 街）
  - 第三大道线（南码头到布朗克斯公园终点站，在威利斯大道有一个中间终点站）
  - 市政厅分部（市政厅至漆咸广场）
  - 第 34 街分部（第三大道至第 34 街渡轮）
  - 42街分部（ 42街至中央车站）
- 西分公司
  - 第六大道线（南码头至155街 ，中间终点站位于58街）
  - 第九大道线（南码头至 155 街）

### 扩张（1917-1928）

#### 布朗克斯和曼哈顿
干线包括：
- 列克星敦大道线( 4  5  6  <6>  線)，在公园大道和列克星敦大道下， 以及在拉法叶大街和百老汇大道下
- 百老汇-第七大道线( 1  2  3  線)、百老汇下方和上方，以及第七大道、 瓦里克街和西百老汇下方
- 法拉盛线( 7  <7>  線)，在第41街和第42街下
- 42街线（ S  線)，在第42街下

支线包括：
- 莱诺克斯大道线( 2    3  線)，在莱诺克斯大道和中央公园下
- 白原线( 2    5  線)，在东 149 街下，威彻斯特大道 、南大道、波士顿路和白原路上方
- 佩勒姆线( 6  <6>  線)，在 East 138 th Street 和Southern Boulevard 下，在Westchester Avenue 上
- 杰罗姆大道线( 4  線)，在Grand Concourse 下，River 和 Jerome Avenues 上

#### 布鲁克林和皇后区
IRT 在布鲁克林建造了 3 条线路：
- 东公园道线（ 2    3    4    5  線)，在富尔 顿街、弗拉特 布什大道和东公园路下
- 新地段线（ 2    3    4    5  線)，在东 9 8 街和利沃尼亚大道上
- 诺斯特兰德大道线( 2  5  線)，在诺斯特兰大道下

皇后区唯一的线路是法拉盛线（ 7  <7>  線)，在第 50 大道下、皇后大道和罗斯福大道上方

#### 过河线路
（东河和哈莱姆河，从南到北）
- Joralemon 街隧道( 4  5  線)
- 克拉克街隧道( 2  3  線)
- 施坦威 隧道（ 7  <7>  線)
- 列克星敦大道隧道（ 4  5  6  <6>  線)
- 149街隧道（ 2  線)
- 百老汇大桥( 1  線)

### 1940年后
- 代里大道线（ 5  線)，与滨海艺术中心平行，位于 1941 年纽约、威彻斯特和波士顿铁路的通行权上
- 法拉盛线，1949 年 10 月 16 日， BMT/IRT 联合运营结束。法拉盛全权由 IRT 运营。 阿斯托利亚线将其平台后移，以方便 BMT 运营
- 莱诺克斯大道线至哈林区– 148 街( 2    3  線<)，196 8 年与第  149 街平行的楼层
- 百老汇-第七大道线至新的南码头站，于 2009 年 3 月 16 日开通，2012 年 10 月 28 日至 2017 年 6 月 27 日由于飓风桑迪暂时关闭
- 法拉盛线至34th Street–Hudson Yards ( 7 與<7> 線)，位于第 41 街和第 11 大道下，于 2015 年 9 月 13 日开通

## 留存的 IRT 车辆
合并前的 IRT 车辆被保存在各个博物馆中。虽然一些设车辆可以运行，但有些需要修复或仅用作静态展示。
- 曼哈顿高架铁路的G型车保存在海岸线电车博物馆。
- 曼哈顿高架铁路的786号车被保存在宾夕法尼亚州马林维尔的诺克斯和凯恩铁路公司。 2008年铁路公司关闭后，这辆车的命运不得而知。
- IRT 高架的司机训练车824号保存在海岸线电车博物馆。
- 里士满造船厂铁路的561和563 号车（前曼哈顿高架铁路844和889号车）保存在加利福尼亚州里奥维斯塔的西部铁路博物馆。
- 小奥古斯特·贝尔蒙 (August Belmont Jr.)的私人车3344号，名为Mineola ，保存在海岸线电车博物馆。
- 吉布斯型3352号车保存在海滨电车博物馆。
- 甲板屋顶型3662号车保存在海岸线电车博物馆。 [11]
- Lo-V型4902，5290，5292，5443，5466，5483和5600号车都被保存下来。 4092、5290、5292、5442 和 5483 号汽车由纽约交通博物馆和铁路保护公司保存。5466号 保存在海岸线电车博物馆。5600号保存在纽约电车博物馆。
- 世界博览会 Lo-V 5655号车由纽约交通博物馆保存。 [12]